# Hygrochroma xitle
Hygrochroma xitle — вид метеликів родини п'ядунів (Geometridae). Ендемік Мексики. Описаний у 2023 році.

## Назва
Назва виду була обрана за ініціативою краудсорсингу, яка представила широкій громадськості п'ять альтернативних назв. Ксітле — назва стародавнього вулкана, розташованого на території міста Мехіко, перемогла інших із 1881 голосом.

## Опис
Відрізняється від інших представників роду Hygrochroma двома жирними поздовжніми білими лініями на черевній поверхні крил.